# Py2exe
Py2exe is een vrije uitbreiding van Python om software geschreven in Python (.py) om te zetten naar een uitvoerbaar bestand (.exe) voor Windows. Het is hierdoor mogelijk Python-software uit te voeren zonder dat Python zelf geïnstalleerd is. Py2exe is een uitbreiding van distutils waarmee men Python-software kan installeren. Py2exe is beschikbaar onder de MIT-licentie.

## Werking
Py2exe gebruikt naast de broncode van het computerprogramma geschreven in Python ook de benodigde bibliotheken en construeert hieruit een .exe. Samen met enkele .dll-bestanden kan deze .exe verspreid worden. Windows-gebruikers hoeven hierdoor niet Python en andere benodigde bestanden te installeren om het computerprogramma uit te voeren. Het uitvoerbare bestand en de .dll-bestanden kunnen nu met behulp van een installatieprogramma verspreid worden.

### Voorbeeld
py2exe breidt de mogelijkheden van de functie setup van distutils uit met het commando py2exe. Het Hello World-programma (hello.py) in Python kan vervolgens omgezet worden in een uitvoerbaar bestand door python setup.py py2exe uit te voeren.
hello.py:
```
print
 
"Hello World"

```

setup.py:
```
from
 
distutils.core
 
import
 
setup

import
 
py2exe

setup
(
console
=
[
'hello.py'
])

```

## Geschiedenis
Py2exe werd oorspronkelijk ontwikkeld door Thomas Heller. Anno 2010 is Jimmy Retzlaff de maintainer. Py2exe ontstond om gemakkelijk Python-software te verspreiden op Windows waar Python, in tegenstelling tot besturingssystemen als Linux, niet standaard geïnstalleerd is. Projecten die gebruikmaken van py2exe zijn BitTorrent (6.0 en ouder) en SpamBayes.